# 300P/Catalina
Pour les articles homonymes, voir Comète Catalina.
300P/Catalina (désignation provisoire  P/2005 JQ5 et P/2014 G2) est une comète périodique du système solaire, plus précisément une comète de la famille de Jupiter, découverte le 6 mai 2005 par Catalina Sky Survey. Ce serait le corps parents de la pluie de météores des epsilon ophiuchides de juin.